# Edith Barakovichová
Edith Barakovichová (také Edith de Barakowitz, 14. února 1896, Zemun, Rakousko-Uhersko – 11. prosince 1940, Casablanca) byla rakouská módní, portrétní a novinářská fotografka.

## Životopis
V letech 1913 až 1915 se Edith Barakovichová vyučila jako fotografka ve Vídni v Ateliéru d'Ora vídeňské společnosti a módní fotografky Dory Kallmusové a navštěvovala Grafický pedagogický a výzkumný ústav. Po ukončení studia byla přijata do Vídeňské fotografické společnosti (PhG) a v roce 1918 si zapsala živnost jako fotografka ve Wiedenu (Vídeň). Stala se společenskou, portrétní a módní fotografkou a ve svém ateliéru ztvárnila mimo jiné hudebního skladatele Richarda Strausse, dramatika Felixe Saltena, Adolfa Clusse nebo spisovatele Alexandra Lernet-Holenia. Její fotografie se objevily ve vídeňských novinách a časopisech.
Barakovichová se vdala s vídeňským scenáristou Paulem Frankem a nějakou dobu s ním pobývala v Berlíně. Po předání moci národním socialistům v roce 1933 se museli vrátit do Vídně. Po anexi Rakouska v roce 1938 společně uprchli do Francie, kde mohl Frank žít jen z licenčních poplatků. V Paříži požádali o emigrační vízum do USA, ale žádost se protáhla. Když byla Francie v červnu 1940 dobyta Německem, musela uprchnout do Bordeaux, kde byla jako cizinka vězněna v internačním táboře. Nechali vše za sebou a uprchli z obce Bayonne přes španělské hranice. Vydali se do Casablanky ve francouzském Maroku, nyní součástí Vichy Francie. Tam čekali na místopřísežné prohlášení a průchod k další cestě do Spojených států. Když přišla vstupní víza do USA, platnost výstupních víz skončila a bylo nutné o ně znovu zažádat ve Vichy. V této situaci, která byla vnímána jako beznadějná, si Edith Barakovichová vzala v prosinci 1940 život konzumací veronalu. Frankovi se nakonec podařilo pokračovat v cestě o tři měsíce později. 

## Galerie

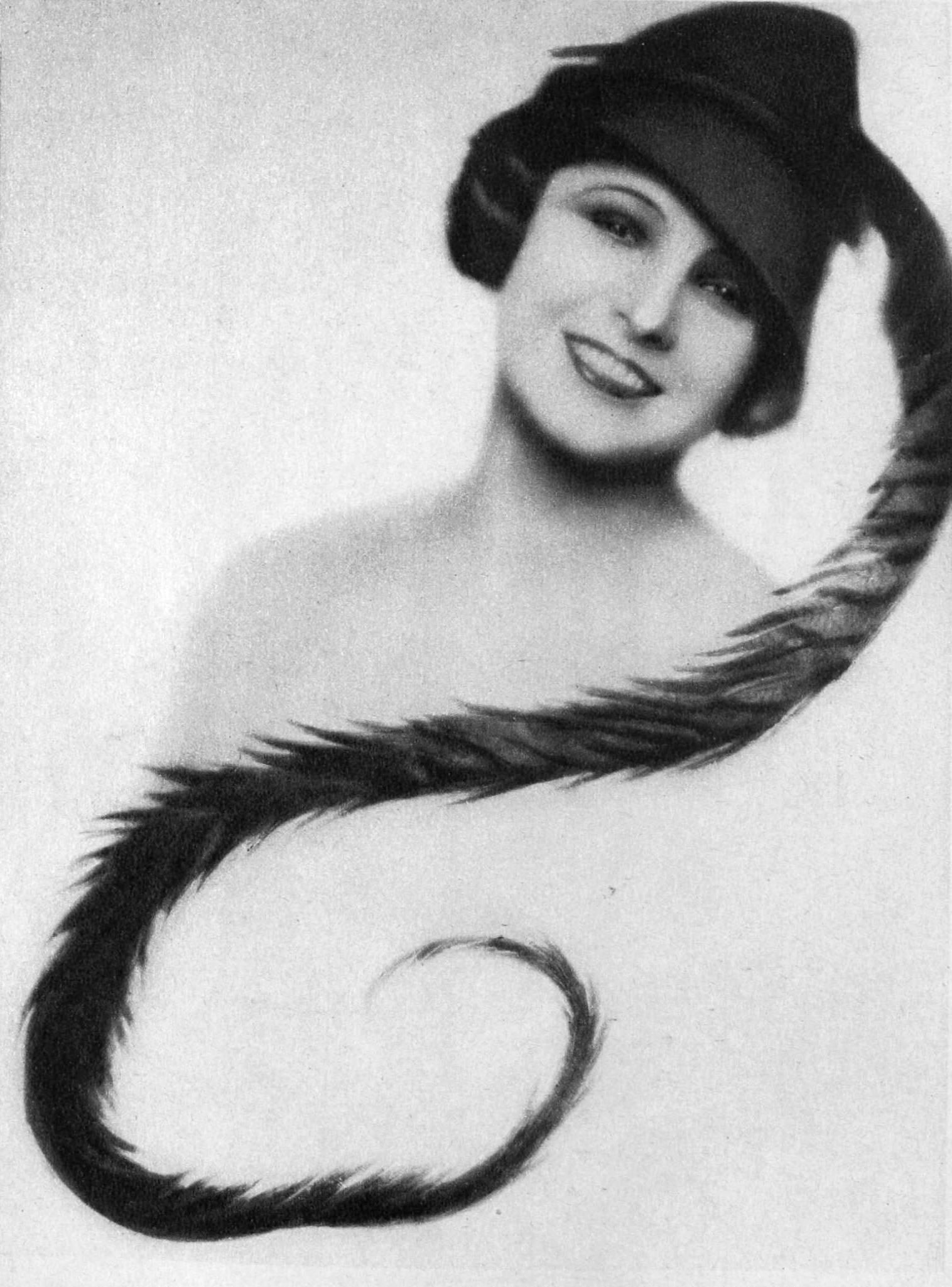
La Jana, rakouská tanečnice a herečka
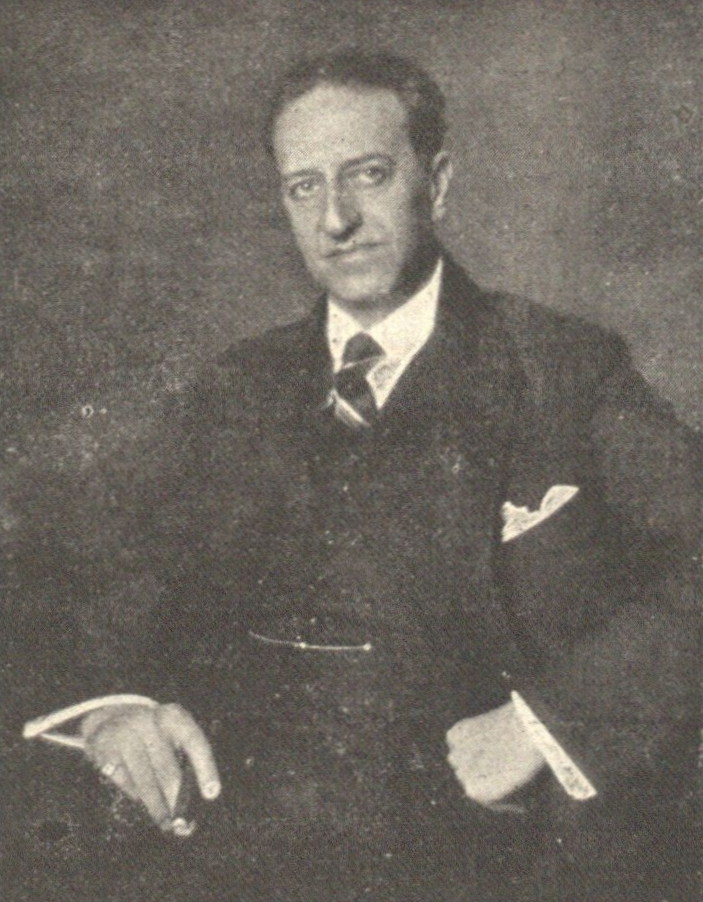
Oscar Strauss
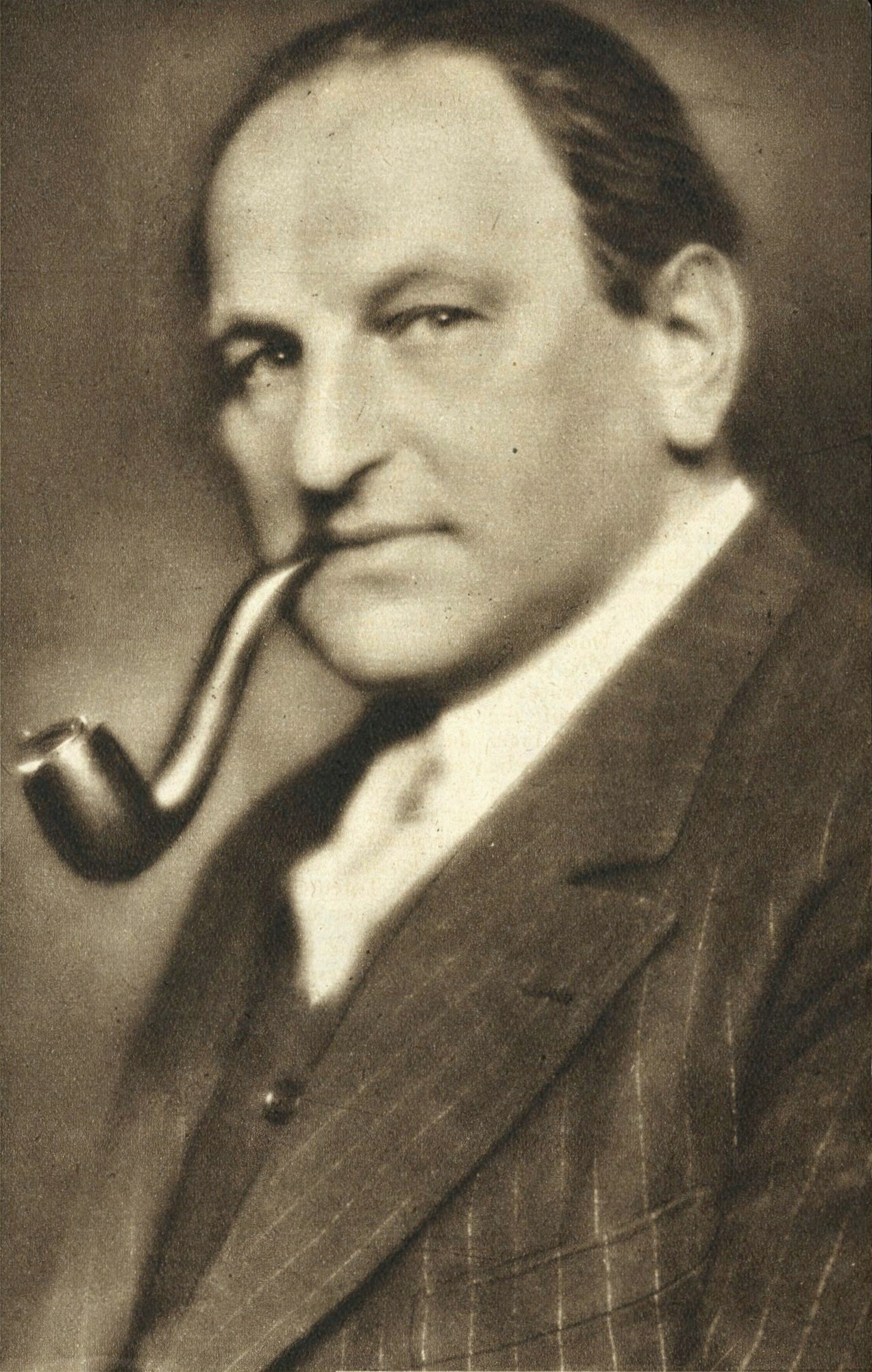
Egon Friedell
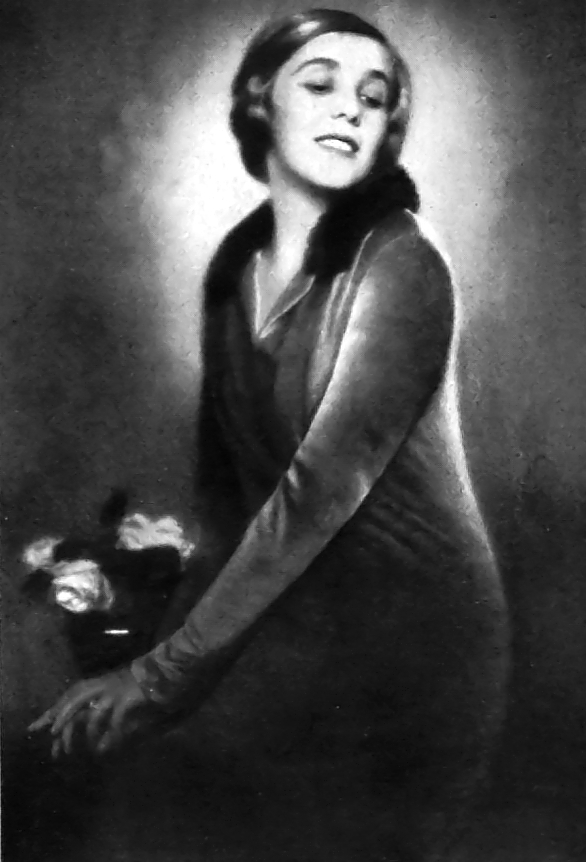
Lili Darvasová
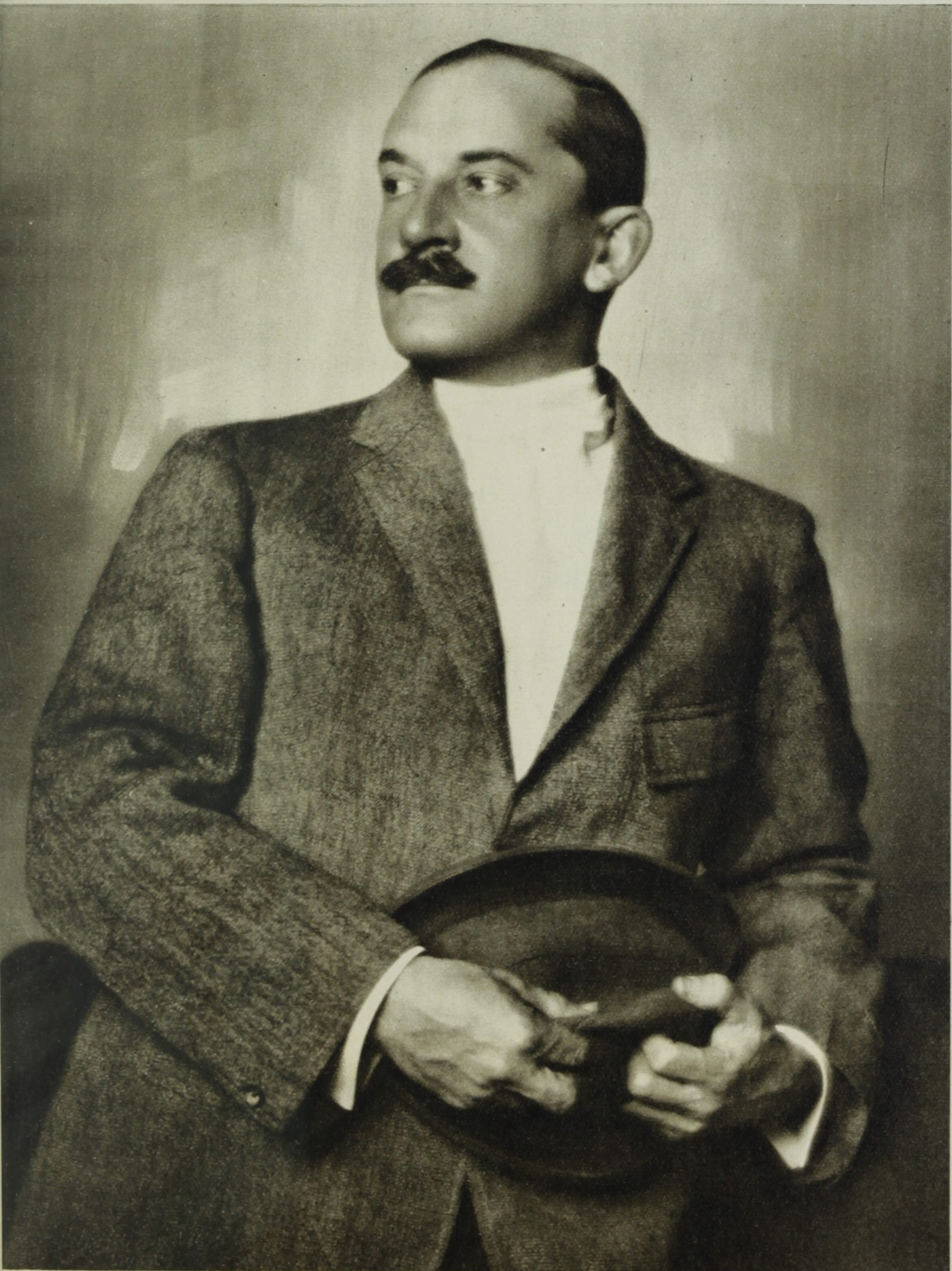
John Quincy Adams
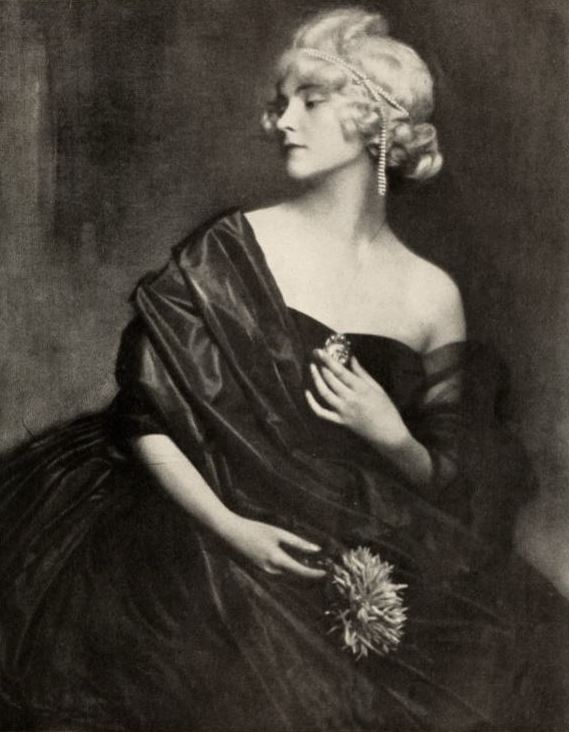
Maria Minzenti, 1922
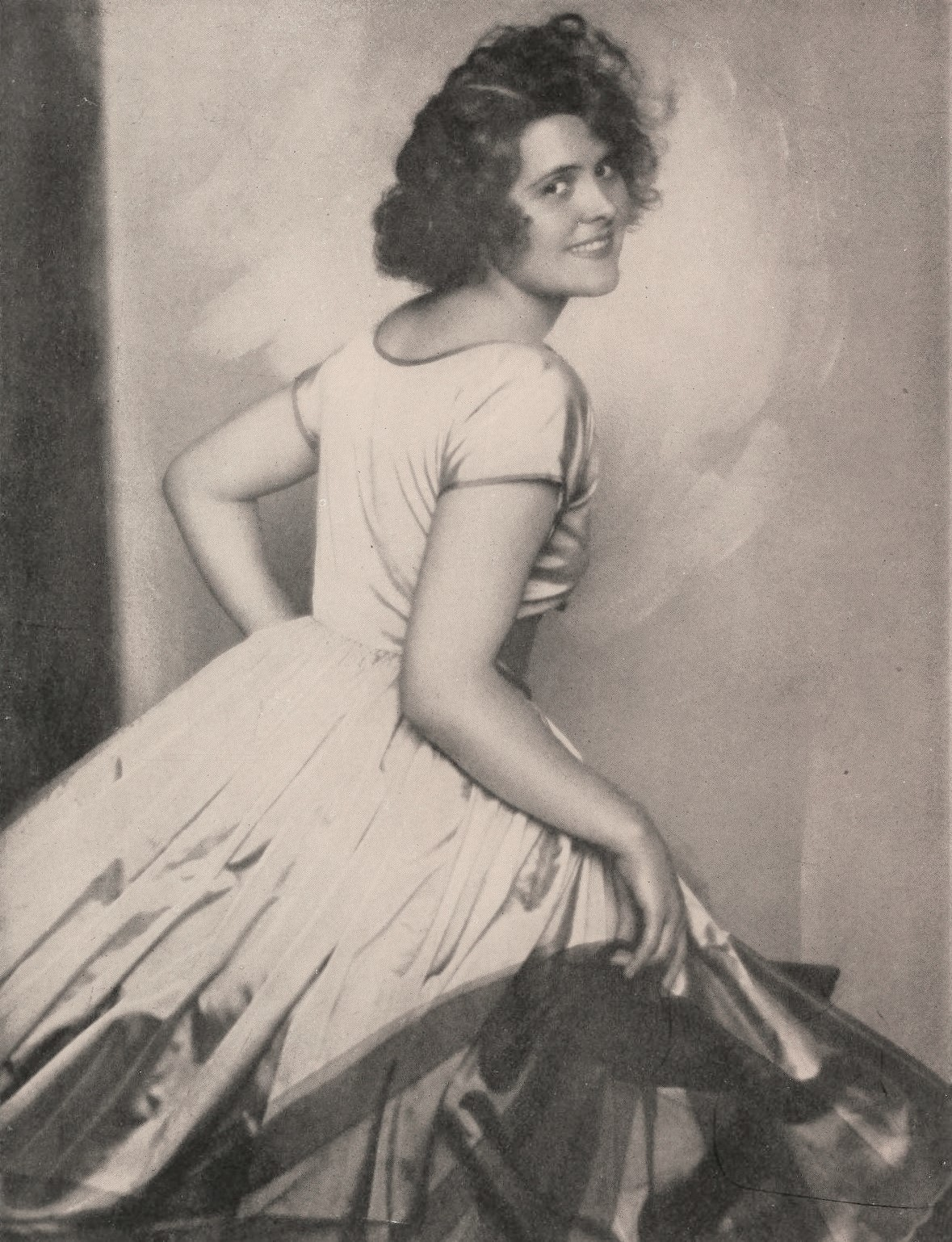
Herečka Liane Haid, 1922
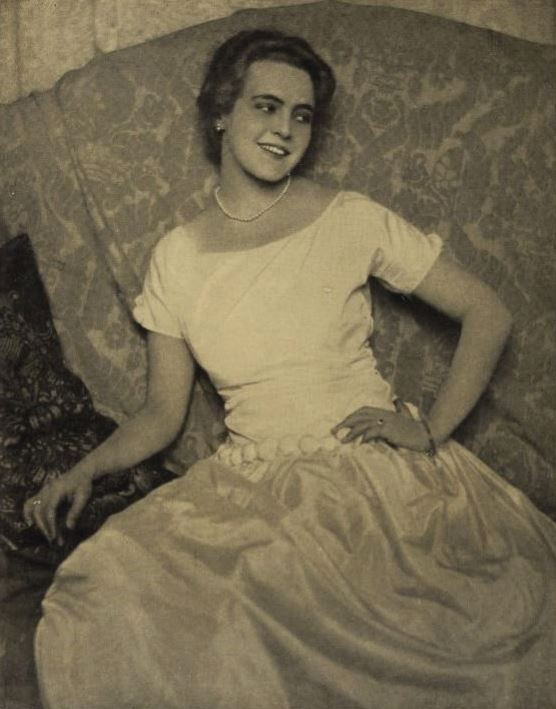
Mady Christians, 1923